# Kvarts
Tektosilikat af bruttoformel SiO2 (siliciumdioxid), som også kaldes kvarts. Et af de almindeligste mineraler i jordskorpen og betydningsfuldt for lavas viskositet.
Kvarts danner mindst 9 forskellige krystalgittertyper og 2 af dem er piezoelektriske i bestemte retninger i forhold til krystalgitteret. Krystaller med den piezoelektriske egenskab anvendes i elektronikken.
- Kvartsmineraler (inkl. smykkesten):
  - ametyst (violet – lilla, krystalform)
  - citrin (gullig, ravfarve pga. lidt jern. Bemærk at meget citrin dog er brændt amethyst)
  - rosakvarts (rosa pga. lidt jern og titanium, krystalform)
  - opal (amorf SiO2 + nH2O, består af fotoniske krystaller)
  - Agat (mikroskopiske kvarts krystaller)
  - Hvid kvarts (mælkefarvet, kendes også som 'Milky Quartz' på engelsk)

## Elektrisk egenskab
Nogle kvartskrystaller vil under tryk fra visse retninger blive elektrisk ladet. Omvendt kan en elektrisk spænding få samme krystaller til at ændre form. I 1922 fandt W.G. Cady ud af, at krystallernes elektriske svingninger kunne bruges til at måle radiobølgers frekvenser. Siden da har de elektriske egenskaber ved kvarts været anvendt på mange andre måder, bl.a. i ure, sonar, og som linser i mikroskoper, der udnytter, at ultraviolet lys kan trænge igennem krystallen.